# Marius Popa
Marius Cornel Popa (Oradea, 31 luglio 1978) è un ex calciatore rumeno, che giocava come portiere.
Dopo aver giocato a livello locale nel 1997 è passato al Bihor Oradea. Nel 2000 è poi passato al Naţional Bucarest. Infine nel 2005 si è trasferito al Politehnica Timişoara.